# ين مضاف إليه علامة ("جين")

عملة معدنية بقيمة ين واحد تحمل ختم "الجين" على الجانب الأيسر من الوجه. (مختومة في أوساكا)

يشير الين المميز إلى الدولارات التجارية اليابانية وعملات الين الواحد المختومة بـ銀 (gin)، والتي تعني حرفيًا "الفضة" (تُنطق [ɡʲĩɴ] أضافت الحكومة اليابانية العلامة المقابلة عام ١٨٩٧ إلى هذه العملات المعدنية القديمة حتى ذلك الوقت. جاء ذلك في وقت اعتمدت فيه اليابان معيار الذهب، مما دفع الحكومة إلى قصر استخدام هاتين الفئتين على خارج البلاد. ونظرًا لجاذبيتها البصرية، تُعتبر هذه العملات الآن من المقتنيات المفضلة.

## تاريخ
استدعت الحكومة اليابانية رسميًا جميع العملات الفضية من فئة الين الواحد والدولارات التجارية وألغت تداولها في عام 1897. وأُستعديت دولارات التجارة على وجه الخصوص لأن محتواها الفضي أصبح الآن أكبر من الدولار المكسيكي المنافس. صُهر العديد من هذين النوعين من العملات المعدنية لتوفير السبائك لإنتاج العملات الفرعية. أما العملات التي لم تُصهر فقد أُبعدت من قبل الجمهور أو إرسالها إلى الخارج للتجارة. وضعت علامة مضادة على ما لا يقل عن 20 مليون عملة من دولارات التجارة السابقة و1 ين في عام 1897 بحرف "Gin" لاستخدامها في كوريا ولوشونكو وتايوان المحتلة من قبل اليابان. وضع العلامة من قبل دور سك العملة اليابانية في أوساكا وطوكيو لتحديد هذه العملات على أنها سبائك ببساطة. تلك التي خُتمت على اليسار نشأت من أوساكا، بينما كانت تلك الموجودة على اليمين من طوكيو. وبوضع هذه العلامة، منعت الحكومة اليابانية بيع هذه العملات المعدنية لهم مرة أخرى في تاريخ لاحق مقابل الذهب. لم تُسك عملات فضية بقيمة ين واحد مرة أخرى حتى عام 1901، عندما كانت بمثابة صندوق احتياطي لأوراق " بنك فورموزا ".
في عام ١٨٧١، صدر قانون جديد لسكّ العملات، مما ساهم في إرساء نظام معيار الذهب في اليابان. إلا أن العملية تعثرت، إذ كان الدولار المكسيكي آنذاك هو وسيلة التبادل العالمية. وتوصلت الحكومة اليابانية في النهاية إلى أن مصلحة التجارة الخارجية تكمن في إصدار عملات فضية من فئة ين واحد إلى جانب العملات الذهبية القياسية. سُكّت هذه العملات لأول مرة عام ١٨٧١ في البر الرئيسي الياباني، قبل أن تُحوّل للاستخدام خارج اليابان عام ١٨٧٤. سُكّت الدولارات الفضية التجارية (المعروفة أيضًا باسم "بويكي إيتشي ين جين") لأول مرة عام ١٨٧٥، وكانت عملة قانونية فقط ضمن حدود موانئ معاهدة التجارة.  استمر إنتاج هذه الدولارات التجارية حتى عام ١٨٧٧، قبل أن يُتوقف إنتاجها عام ١٨٧٨. تحولت اليابان رسميًا إلى معيار ثنائي المعدن، مما جعل العملات الفضية من فئة ين واحد عملة قانونية في جميع أنحاء البلاد.

## جمع
لا يُعتبر الين المُعَلَّم تالفًا، لأن علامة "الجن" الدائرية التي تعني "فضة" وُضِعَت رسميًا من قِبَل جهة حكومية وليس من قِبَل التجار ( علامات التقطيع ).  يوجد نوعان من علامة "الجن" الدائرية، ويُقسَّمان حسب مكان المنشأ وموضعهما على العملات. العملات التي تحمل علامة "الجن" والتي خُتمت في أوساكا تقع على الجانب الأيسر من العملة، وهي النوع الأكثر شيوعًا، ويُقدَّر عددها تقريبًا بعشرة ملايين عملة.   في المقابل، فإن العملات التي تحمل علامة "الجن" في طوكيو "الأكثر ندرة" تحمل ختمها على الجانب الأيمن من العملة.  ويُقدَّر هذا النوع الأخير تقريبًا بمليون عملة فقط مقارنةً بالنوع الأول.  قد تتأثر القيمة الإجمالية للعملات التي تحمل علامة "الجن" بشكل طفيف حسب تفضيلات هواة الجمع.  وينطبق هذا بشكل أقل على العملات "النادرة جدًا" التي تُباع بسعر أعلى بغض النظر عن علامة "الجن".